# Pfarrhaus Frankenried (Mauerstetten)

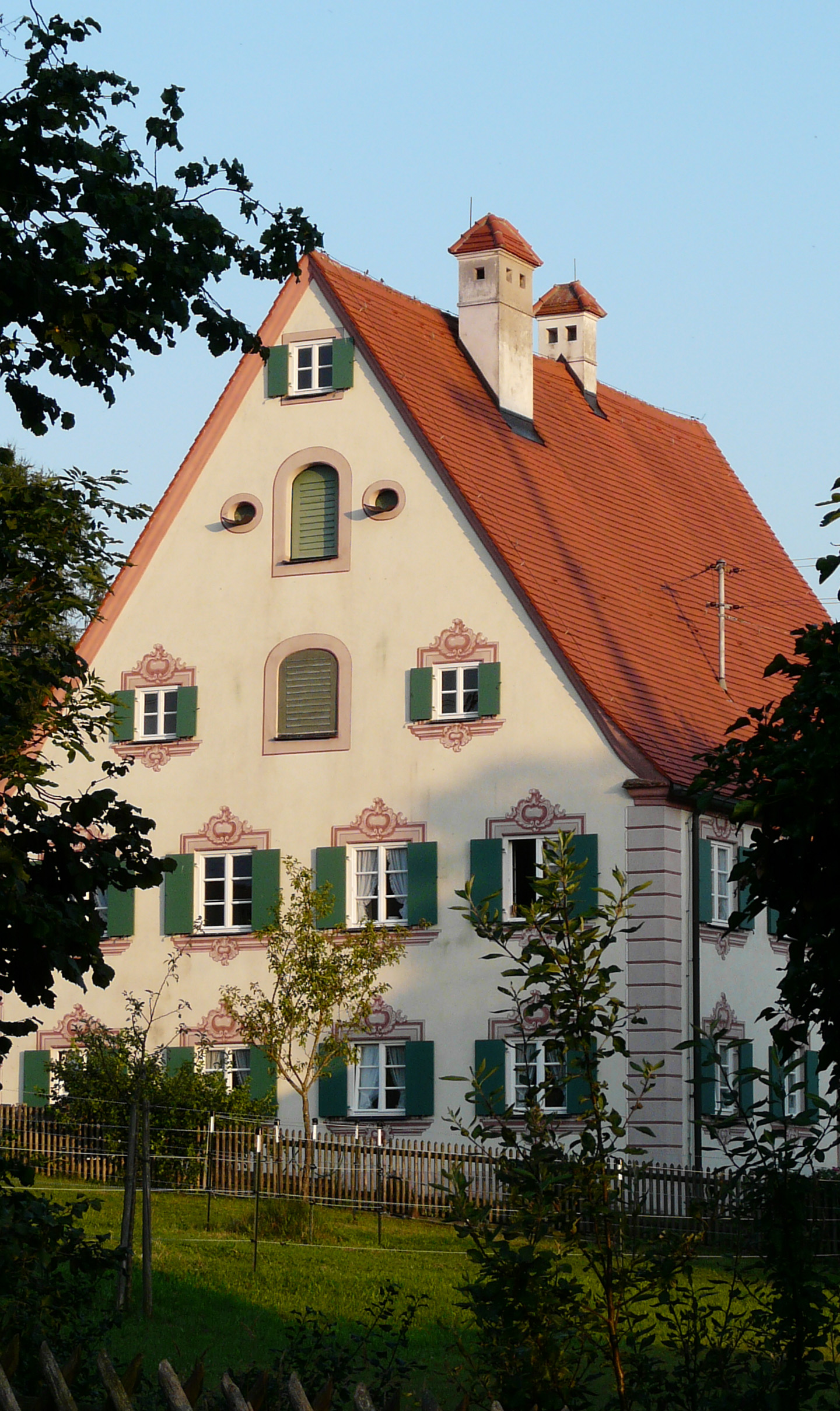
Ehemaliges Pfarrhaus in Frankenried

Das Pfarrhaus in Frankenried, einem Gemeindeteil von Mauerstetten im Landkreis Ostallgäu im bayerischen Regierungsbezirk Schwaben, wurde 1751 errichtet. Das ehemalige Pfarrhaus am Frühlingsweg 1, südlich der katholischen Pfarrkirche St. Andreas, ist ein geschütztes Baudenkmal.
Der zweigeschossige Satteldachbau besitzt vier zu fünf Fensterachsen. Die Fenster werden von gemalten Faschen geschmückt und besitzen Holzläden. An der Giebelseite sind zwei segmentbogige Ladeluken erhalten.
Der Pfarrstadel, ein verschalter Ständerbau mit Mitteltenne, wurde 1743 errichtet.